# Saint-Sauveur-des-Landes
Saint-Sauveur-des-Landes é uma comuna francesa na região administrativa da Bretanha, no departamento Ille-et-Vilaine. Estende-se por uma área de 18,89 km². Em 2010 a comuna tinha 1 548 habitantes (densidade: 81,9 hab./km²).